# 苏伊
苏伊（法語：Souilly，法語發音：[suji]）是法国默兹省的一个市镇，位于该省中部，属于凡尔登区。

## 地理
苏伊（49°1'40"N, 5°17'11"E）面积26.59 平方千米，位于法国大東部大區默兹省，该省份为法国西北部内陆省份，北与比利时接壤，西接马恩省和阿登省，南至上马恩省和孚日省，东临默尔特-摩泽尔省。
与苏伊接壤的市镇（或旧市镇、城区）包括：昂斯蒙、埃普、伊佩库尔、莱姆、莱蒙泰龙、奥什、朗布吕赞和伯努瓦特沃、雷库尔勒克勒、巴鲁瓦地区圣安德烈、瑟农库尔莱莫茹伊。
苏伊的时区为UTC+01:00、UTC+02:00（夏令时）。

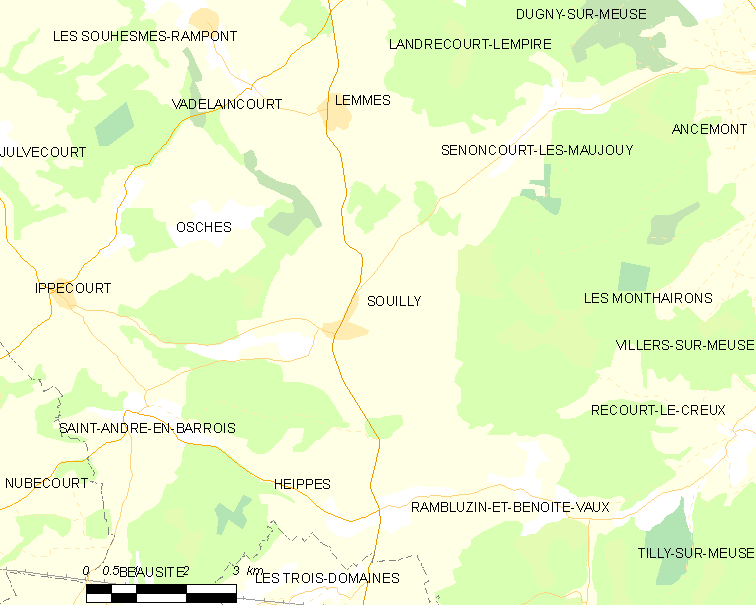
苏伊的OSM定位图

## 行政
苏伊的邮政编码为55220，INSEE市镇编码为55498。

## 政治
苏伊所属的省级选区为默兹河畔迪约县。

## 交通
默兹省省道D1916线（干线公路）纵贯南北，并与省道D21线、D21B线和D159线交汇。
默兹省城际客运02号线巴士经过苏伊。

## 人口

1962-2008年间苏伊人口变化图示

苏伊于2022年1月1日时的人口数量为426人。